# Каваљер
Каваљер у савременом језику односи се на човека љубазног понашања. Љубазно понашање може бити усмерено људима колективно, у односима међу људима супротних полова или знак учтивости при обраћању другима.
Под речју каваљер данас се најчешће помишља на мушкарца који се галантно и заштитнички понаша према дамама.

## Етимологија речи и значење у средњем веку
Реч каваљер потиче највероватније као термин из средњег века када је сваки витез имамо изабраницу свог срца. Термин долази од од италијанске речи кавало, што значи коњ, те се каваљер односио на коњаника.
Каваљер је испуњавао одређене норме понашања које су тада биле предвиђене за ту врсту „занимања“. Био је имућан, храбар, леп или барем шармантан, елегантан, беспоштедан према непријатељу, издржљив у пићу са другарима али непоправљиво рањив према изабраници срца свога. Изабраница срца је морала бити дама, што је опет подразумевало одређени визуелни изглед и понашање (на пример лако падање у несвест, при чему би је забринути каваљер одмах придржао).

## Бон-тон
Каваљерско понашање се добрим делом поклапа са бон-тоном. Такво понашање мушкарца подразумева да дами придржи капут, пусти је да улази на врата пре њега, да јој уступити место у превозу и слично.